# Палац карабаських ханів
Палац карабахських ханів (азерб. Qarabağ xanlarının sarayı, вірм. Խանական պալատ) — розташований колись у північно-східній частині міста Шуша палац карабаських ханів. Палац належав до високохудожніх палацових будівель Азербайджану XVIII—XIX ст.. У наш час перебуває в зруйнованому стані.

## Опис
Палац мав багато кімнат, розташованих на двох поверхах, і велику парадну залу T-подібної форми, яка була композиційним центром усього палацу. Ця зала відокремлювалася від зовнішнього простору колосальними підйомними вікнами-шебеке, що набули поширення в палацовому, житловому та культовому будівництві у XVIII—XIX ст. на території сучасної Азербайджанської Республіки.

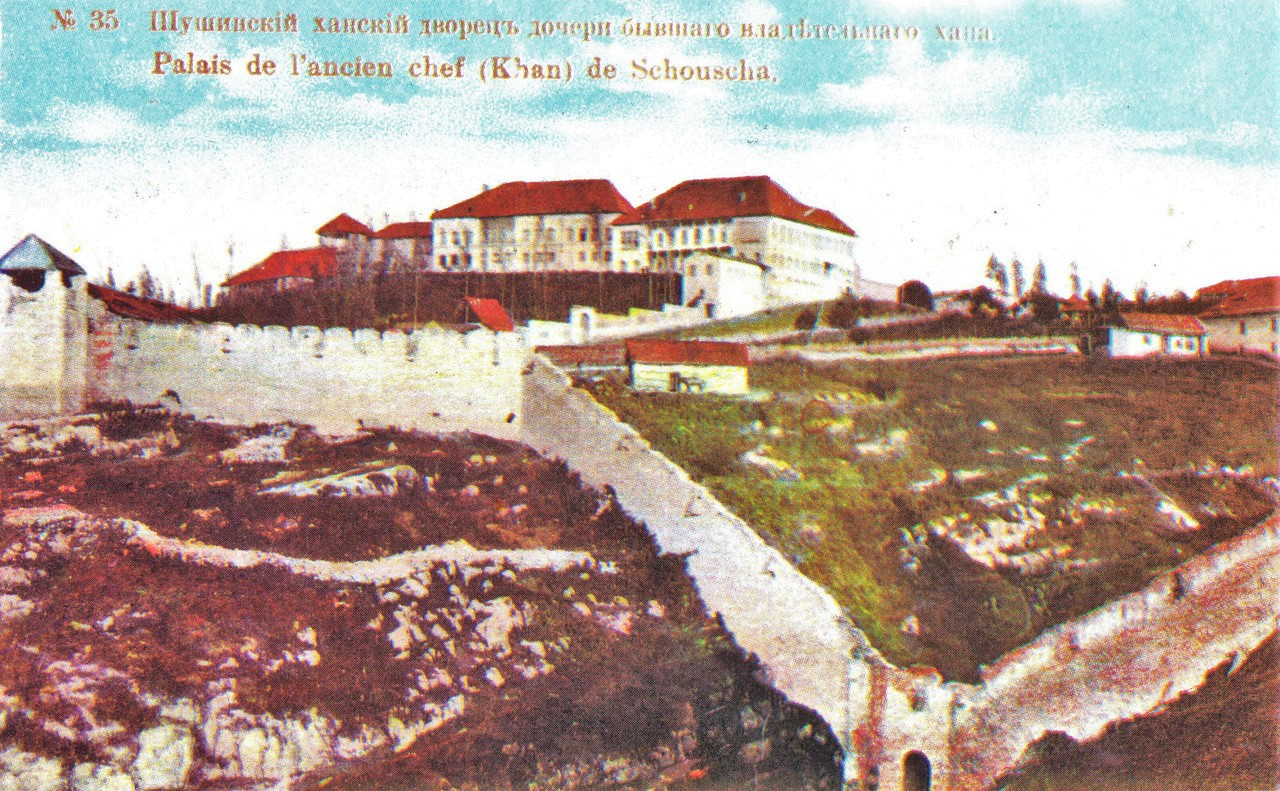
Палац на поштовій листівці Російської імперії